# Гранёный стакан
Гранёный стакан (англ. Faceted glass) — тип стеклянного стакана, который отличается использованием в качестве материала прочного гранёного стекла. В англоязычных странах обычно рассматривается как один из символов России и русской культуры

## В России
Неизвестно, где и когда впервые появились гранёные стаканы, однако широко растиражированная легенда описывает их появление следующим образом: в начале XVIII века владимирский купец-стекловар Ефим Смолин преподнёс царю Петру I гранёный стакан своей работы. Пётр был озабочен вопросом создания прочной посуды, подходящей для использования на флоте при сильной качке. Смолин заявил, что созданный им гранённый стакан не бьётся. Пётр, выпив вино из поднесённого стакана, бросил его об пол. Стакан разбился, однако Пётр воскликнул: «Стакану быть!», а его свита истолковала это как призыв: «Стаканы бить!», что привело, якобы, к появлению традиции «бить» стаканы на счастье.
На кораблях парусного флота всех стран мира в то время использовалась металлическая или, реже, деревянная посуда. «Стекловар Ефим Смолин» почти не упоминается вне контекста легендарной истории. Петру I не было никаких причин одобрять использование стакана, не оправдавшего свою основную заявленную функцию. Наконец, фраза «Стакану быть!» представляет собой почти пародийную переделку другой известной фразы, приписываемой Петру: «Петербургу быть!» (в действительности Пётр произнёс: «Здесь граду быть», поскольку название для будущего города ещё не было выбрано) и её не менее известного варианта («Петербургу быть пусту»).
В то же время, о фактическом использовании в России гранёных стаканов свидетельствует специальная армейская доктрина Павла I (конец XVIII века), которая ограничивала суточную норму хлебного вина (водки), положенную солдатам, одним гранёным стаканом.
В 1756 году по инициативе промышленника Акима Мальцова началось строительство стекольной мануфактуры и посёлка при ней в Мещёре на реке Гусь. Название появившегося здесь позднее города Гусь-Хрустальный  связано с хрустальной (и стекольной) фабрикой, принадлежавшей до революции дворянскому роду Мальцовых. 
Если первоначально стаканы гранили вручную, что означало, что стоили они дорого, то во времена Сергея Ивановича Мальцова (1810—1893) была освоена технология их массового производства из прессованного стекла. Оборудование для производства прессованного стекла Мальцов закупил в Америке, что в дальнейшем привело к утверждениям, что и внешний вид гранёного стакана он позаимствовал там же. В дальнейшем производство гранёных стаканов модернизировалось и расширялось и на других мальцовских заводах. Так, на Уршельском стекольном заводе печь-автомат для налаживания производства гранёных стаканов появилась в 1914 году.
К началу XX века гранёные стаканы производства мальцовских заводов пользовались широким спросом по всей России — как дешёвые и очень прочные. Из-за относительной прочности, они использовались в частности, в поездах, нередко в сочетании с подстаканниками, что привело к характерной для западной культуры ассоциации подстаканника именно с гранёными стаканами (в действительности, для использования с подстаканником больше подходит плотнее прилегающий к нему обычный гладкий стакан). Это была «демократичная» посуда, доступная всем классам общества, включая зажиточное крестьянство. Вероятно поэтому их производство такими же темпами продолжалось и в советское время, а гранёные стаканы продолжали широко использоваться для питья как чая (с подстаканником), так и алкогольных напитков.
В дальнейшем возник ряд легенд, связывающих появление гранёных стаканов с различными деятелями русского искусства: скульптором Верой  Мухиной и даже художником Казимиром Малевичем. Эта легенда могла возникнуть из-за того, что гранёные стаканы часто изображались на картинах художников-авангардистов. Так, «героем» ряда натюрмортов Кузьмы Петрова-Водкина был знаменитый гранёный стакан. К примеру, на его «Утреннем натюрморте» 1918 года изображён двенадцатигранный стакан с чаем. Скульптурная композиция в виде гранёного стакана рядом с фрагментом газеты «Санкт-Петербургские ведомости» за 1905 года хранится в коллекции Музея Фаберже в Баден-Бадене, однако её происхождение, как и ряда других предметов из коллекции, сомнительно.
Также в связи с гранёными стаканами в СМИ регулярно упоминается имя инженера конца  XIX века Николая Славянова, который в действительности предложил некую новую (?) технологию производства гранёных (?) стаканов из металла, а не из стекла. 
Ещё одна легенда, связанная с гранёными стаканами, гласит, что с 1924 по 1937 год одно из советских предприятий, выпускавшее гранёные стаканы, называлось «Стеклозавод имени Бухарина» — в честь одного из тогдашних лидеров советского государства Николая Бухарина (1888—1938). Этим легенда объясняет появившуюся в быту сленговую замену слова «пить» на «бухать», а прозвище «бухарик» присваивалось не только гранёным стаканам, но и пьющим людям.
В конце 1930-х годов потребовалось разработать удобную и прочную форму стаканов для их многократного очищения в посудомоечных машинах, которые в Советском Союзе использовались почти исключительно на кухнях заведений общественного питания (но не в частных домах). Обновлённый гранёный стакан создавался с учётом этих требований. Днём рождения этого советского гранёного стакана считается 11 сентября, а первый его экземпляр был выпущен в 1943 году на старейшем Гусевском хрустальном заводе. 
Характеристики стандартного гранёного стакана производства СССР:
- Количество граней: 16, 20 (возможны и иные значения);
- Объём стаканов: 50, 100, 150, 200, 250, 350 миллилитров.

При этом наиболее типичным нередко считается 16-гранный 250-миллилитровый стакан. На дне стакана была выдавлена его стандартизированная государством отпускная цена (с 60-х по 80-е годы  — обычно не более 14 копеек). 
В народе обновлённый гранёный стакан какое-то время назывался «маленковский» – по фамилии советского государственного деятеля Георгия Маленкова (реже встречался вариант «булганинский стакан» – по имени соратника Маленкова — Николая Булганина).

## В других странах
В Чехии (в то время в составе Австрии) на богемских стекольных заводах гранёные стаканы начали выпускаться в 1914 году.  
В Бразилии стекольная компания «Nadir Figueiredo» начала производство гранёных стаканов в одном из крупнейших городов страны Сан-Паулу в 1947 году. Стаканы, получившие название «Copo americano» («копо американо» — «американский», то есть происходящий из США стакан), производились, как и мальцовские, на американском оборудовании, из прессованного стекла, при этом их внешний вид был очень близок к советскому гранёному стакану. 
В дальнейшем стаканы «Copo americano» превратились в один из национальных символов Бразилии и бразильского дизайна: за 70 с лишним лет в стране с населением (по состоянию на 2023 год) свыше 200 миллионов человек, их было выпущено свыше 6 млрд единиц.